# Тодаро, Майкл Пол
Майкл Пол Тодаро (англ. Michael Paul Todaro; родился 14 мая 1942, Нью-Йорк, Нью-Йорк (штат), США) — американсккий экономист, профессор экономики  Нью-Йоркского университета, автор миграционной модели Тодаро и парадокса Тодаро, соавтор модели Харисса-Тодаро.

## Биография
Майкл родился 14 мая 1942 года в Нью-Йорке в семье Джоржда Джозефа и Аннетт Пиччини Тодаро.
Закончил Хаверфордский колледж в Пенсильвании в 1964 году, получив степень бакалавра и став членом общества Фи Бета Каппа. В 1965 году за свою работу получил стипендию на обучение от Национального фонда стипендий Вудро Вильсона, что позволило получить степень магистра философии в 1966 году в  Йельском университете. В 1966—1967 годах получал стипендию NDEA, там же в Йельском университете удостоен докторской степени в 1968 году.
Преподавательскую деятельность начал приглашенным лектором экономики в  университете Макерере в Уганде в 1964—1965 годах вместе с научным руководителем профессором Филипом Беллом, затем преподавал экономику в Йельском университете в 1967—1968 годах. В 1968—1970 годах научный сотрудник Института исследований в области развития и приглашенный старший лектор экономики при Университетском колледже  Университета Найроби в Кении, где он преподавал вместе с Дж. Харрисом. В 1970—1976 годах был заместителем директора по социальным наукам  фонда Рокфеллера в Африке, став членом международного консультационного комитета института населения Центра Восток-Запад, расположенного на Гавайях в 1972—1974 годах и членом  Совета по международным отношениям в 1973 году. В 1974—1976 годах продолжил преподавание в Университете Найроби. В 1976 году вернулся в США, став приглашенным профессором экономики Калифорнийского университета в Санта-Барбаре в 1976—1977 годах. В 1976—1978 годах был заместителем директора, а в 1978—1998 годах старшим сотрудником и консультантом Центра перспективных исследований Совета по народонаселению в Ньй-Йорке. В 1977 году стал почётным приглашенным профессором имени Уильяма Пайла Филипса Хаверфордского колледжа в Пенсильвании. А с 1978 года занял должность полного профессора экономики в  Нью-Йоркском университете и в 1997 году только вышел в отставку.
Член редколлегии журнала «Population and Development Review» с 1977 года и журнала «Pakistan Development Review» с 1988 года. С 1979 года консультант Института по изучению мировой политики от Фонда Мира. Член Американской экономической ассоциации, член Ассоциации населения Америки, член Международного союза научного изучения населения.
Семья
Майкл женился 17 июня 1974 году на Донне Рени Крикенбергер, у них родилась дочь Ленора Жан Тодаро.

## Вклад в науку
М. Тодаро стал автором миграционной модели Тодаро (англ. Todaro Migration Model), опубликовав в 1969 году работу «Модель трудовой миграции и городской безработицы в слаборазвитых странах», которая объясняет миграцию из села в город, несмотря на высокий уровень безработицы в городах: миграция осуществляется, когда приведенная стоимость ожидаемых доходов будет превышать средний уровень доходов сельского населения.
М.Тодаро, благодаря совместной работе с Дж. Харрисом «Миграция, безработица и развитие: двухсекторный анализ» в 1970 году, стал соавтором модели Харриса-Тодаро, которая показывает равновесную ситуацию миграционной модели Тодаро, при которой ожидаемые доходы сравняются в сельских и городских секторах с учетом неформального сектора и полной безработицы.
М. Тодаро выявил парадокс Тодаро (англ. Todaro Paradox), который утверждает, что мероприятия, направленные на улучшение городской экономики, приводят к росту городской безработицы, поскольку эти улучшения стимулируют ещё большую миграцию с сельских территорий. Отсюда, рост образования, неподкрепленный созданием новых рабочих мест, ухудшает экономическую ситуацию в стране, так как затраты общества на образование приводят к снижению отдачи от него, а бывшие студенты пополнят ряды уже высокообразованных безработных.